# Jan van Greunsven
Joannes Gerardus Carolus (Jan) van Greunsven (Tilburg, 11 november 1928 – 's-Hertogenbosch, 27 juli 2003) was een Nederlands politicus van de KVP en later het CDA.
Na Gemeente Administratie gestudeerd te hebben trad hij in 1955 in dienst bij de gemeentesecretarie van 's-Hertogenbosch waar hij onder andere actief was als chef van het kabinet van de burgemeester en het bracht tot referendaris. In 1970 werd Van Greunsven benoemd tot burgemeester van Maarheeze en in augustus 1977 volgde zijn benoeming tot burgemeester van Vlijmen. In maart 1990 ging hij daar vervroegd met pensioen. Midden 2003 overleed Van Greunsven op 74-jarige leeftijd.